# آرگیشتی کارامیان
آرگیشتی اِلبِکی کارامیان (ارمنی: Արգիշտի Էլբեկի Քյարամյան؛  زادهٔ ۲۲ مهٔ ۱۹۹۱) فرد نظامی، حقوقدان و سیاست‌مدار اهل ارمنستان است که ریاست سرویس امنیت ملی جمهوری ارمنستان را برعهده داشت.

## زندگی‌نامه
وی در ۲۲ مه ۱۹۹۱ در یرانوس به دنیا آمد و از دانشگاه دولتی ایروان فارغ‌التحصیل گشت. 

## یادداشت
1. ↑  Deputy chairman of the Armenian Investigative Committee
2. ↑  Deputy head of the Armenian Investigative Committee
3. ↑  Deputy head of the Armenian State Control Service